# كوني دوغلاس ريفيس
كوني دوغلاس ريفيس (بالإنجليزية: Connie Douglas Reeves)‏ هي راعية البقر أمريكية، ولدت في 26 سبتمبر 1901 في إيغل باس في الولايات المتحدة، وتوفيت في 16 أغسطس 2003 في سان أنطونيو في الولايات المتحدة.